# Авбедон
Авбедон (Хавбедон; лат. Aubedo или Chaubedo; VII век) — франкский дипломат в 640-х годах.

## Биография
Единственный средневековый нарративный источник, сообщающий о Авбедоне — «Хроника» Фредегара.
Авбедон принадлежал к высшей знати Франкского государства и, вероятно, был сыном пфальцграфа трансюранских земель Бертара.
В 641 или 642 году Авбедон возглавлял посольство, оправленное франкским королём Хлодвигом II в Павию ко двору правителя Лангобардского королевства Ротари. Целью посольства было выяснения обстоятельств пятилетнего заключения Гундеберги, супруги Ротари и дальней родственницы Хлодвига II. Король лангобардов заявил, что та была взята под стражу из-за супружеской измены, но не привёл убедительных доказательств достоверности обвинений. В ответ Авбедон стал угрожать Ротари войной с франками, если тот немедленно не освободит Гундобергу. По свидетельству Фредегара, это была личная инициатива Авбедона, не получавшего от Хлодвига II никаких указаний на счёт возможности начать войну. Однако король лангобардов, посчитав, что угроза исходила лично от короля франков, тут же повелел освободить супругу и возвратить её ко двору. Авбедон же, получив от Гундеберги щедрое вознаграждение за освобождение, возвратился во Франкское государство. Современные историки отмечают, что такая самостоятельность франкских послов в решении поставленных перед ними задач была достаточно распространённым в то время явлением: например, ранее в отношении той же королевы Гундеберги похожую инициативу проявил посол Ансоальд.
Вскоре после этого Авбедон был втянут в конфликт между майордомом Бургундии Флаохадом и влиятельным патрицием Виллебадом. Отец Авбедона, пфальцграф Бертар, будучи другом Флаохада, в сентябре 642 года участвовал в организованном тем у Отёна нападении на Виллебада и его сторонников. По свидетельству жития святого Элигия, во время этой схватки, больше похожей на сражение, Виллебад был убит Флаохадом. Однако сторонники патриция смогли серьёзно ранить Бертара, и если бы Авбедон вовремя не прибыл отцу на помощь и не убил всех нападавших, тот мог бы погибнуть.
Последнее свидетельство о Авбедоне датировано 20 июня 654 года, когда он и его отец в Клиши подписали дарственную хартию короля Хлодвига II аббатству Сен-Дени. О дальнейшей судьбе Авбедона сведений не сохранилось.